# Mona Saudi
 Mona Saudi (Amán, 1 de octubre de 1945 - 16 de febrero de 2022) fue una escultora, editora y activista  jordana.

## Biografía
Nació en Amán, Jordania. Creció en un barrio que estaba a metros del Nymphaeum (antiguos baños públicos romanos) y este era su patio de recreo. La proximidad a un sitio histórico le dio un profundo respeto por el patrimonio artístico antiguo de Jordania, además de proporcionarle una fuente de inspiración para sus esculturas.
Cuando era adolescente y creció en Amán. Tenía el objetivo de mudarse a Beirut, el entonces centro de la escena artística árabe, y dedicarse al arte a tiempo completo. A los 17 años, se escapó de casa y tomó un taxi a Beirut. En una entrevista con Gulf News, explicó que se fue de casa sin el permiso de su padre porque en su familia las mujeres tenían prohibido asistir a la universidad.
En Beirut, conoció a artistas, poetas e intelectuales influyentes, incluidos Adonis, Paul Guiragossian y Michel Basbous, y se convirtió en parte de su círculo social. Realizó su primera exposición en un café de Beirut y de ahí recaudó fondos suficientes para comprar un billete hacia París.
Se matriculó en la École nationale supérieure des Beaux-Arts de París y se graduó en 1973. En París, se enamoró de la piedra como medio para su escultura y la ha estado usando desde entonces.
Murió el 16 de febrero de 2022, a los 76 años.

## Trabajo
Esculpió principalmente en piedra. Usó piedras de todo el mundo para crear sus esculturas. Fuera de su país, Saudi fue una de las artistas jordanas más conocidas. Exploró temas de crecimiento y creación.

### Selección de esculturas
- Mother / Earth, 1965
- In Time of War: Children Testify, 1970
- Growth, Jordanian jade, c. 2002
- The Seed, 2007

### Exposiciones individuales seleccionadas
- Poetry and Form, Sharjah Art Museum, 2018
- Poetry in Stone, UAE, 2015
- Al-Balkaa Art Gallery, Fuheis, Jordan, 1992
- Gallery 50 x 70, Beirut, Lebanon, 1992
- Al-Salmieh Gallery, Kuwait City, Kuwait, 1985
- Alia Art Gallery, Amman, Jordan, 1983
- Galerie Épreuve d'Artiste, Beirut, 1982
- Galerie Elissar, Beirut, 1981
- Galerie Contemporain, Beirut, 1975
- Gallery One, Beirut, 1973
- Galerie Vercamer, Paris, 1971

### Exposiciones colectivas seleccionadas
- Forces of Change: Artists of the Arab World, 1994
- The National Museum of Women in the Arts, Washington D. C., 1994
- Atelier Art Public, Paris, 1993
- Jordanian Contemporary Art Ontario, Canada, 1991
- Arab Contemporary Art, Paris, 1987
- Arab Contemporary Art, London, 1983